# Damian Sylwestrzak
Damian Sylwestrzak (* 16. März 1992 in Wrocław) ist ein polnischer Fußballschiedsrichter. Seit 2022 ist er FIFA-Schiedsrichter.
Sylwestrzak ist seit 2011 Schiedsrichter, im Juli 2020 gab er beim Spiel zwischen Wisła Krakau und Arka Gdynia sein Debüt in der Ekstraklasa, Polens höchster Fußballliga. Seit der Saison 2020/21 gehört er dauerhaft zum Schiedsrichterkader dieser Spielklasse. Bereits ein Jahr später wurde er mit der Leitung des Spiels um den Polnischen Supercup betraut, in dem Meister Legia Warschau dem Pokalsieger Raków Częstochowa mit 4:5 n. E. unterlag.
Mit noch nicht einmal 30 Jahren nominierte ihn der Polnische Fußballverband zum Jahresbeginn 2022 für die FIFA-Liste, was Sylwestrzak zur Leitung internationaler Partien berechtigt. Sein Debüt auf diesem Parkett feierte er bei einem Qualifikationsspiel zur U-21-EM im Juni desselben Jahres zwischen Island und Zypern. Sein erstes A-Länderspiel leitete er im Oktober 2023 in der EM-Qualifikation zwischen Liechtenstein und Bosnien-Herzegowina. Bei der U-17-EM 2023 in Ungarn pfiff er insgesamt 4 Partien.
Im Frühjahr 2024 verbrachte Sylwestrzak auf Einladung des Japanischen Fußballverbandes einige Wochen in Japan und leitete dort Spiele der J1 League und J2 League sowie eine Begegnung des Kaiserpokals.
Sylwestrzak ist verheiratet und lebt mit seiner Frau und den gemeinsamen Kindern in Wrocław.